# Nowy Gierałtów

Gesamtansicht

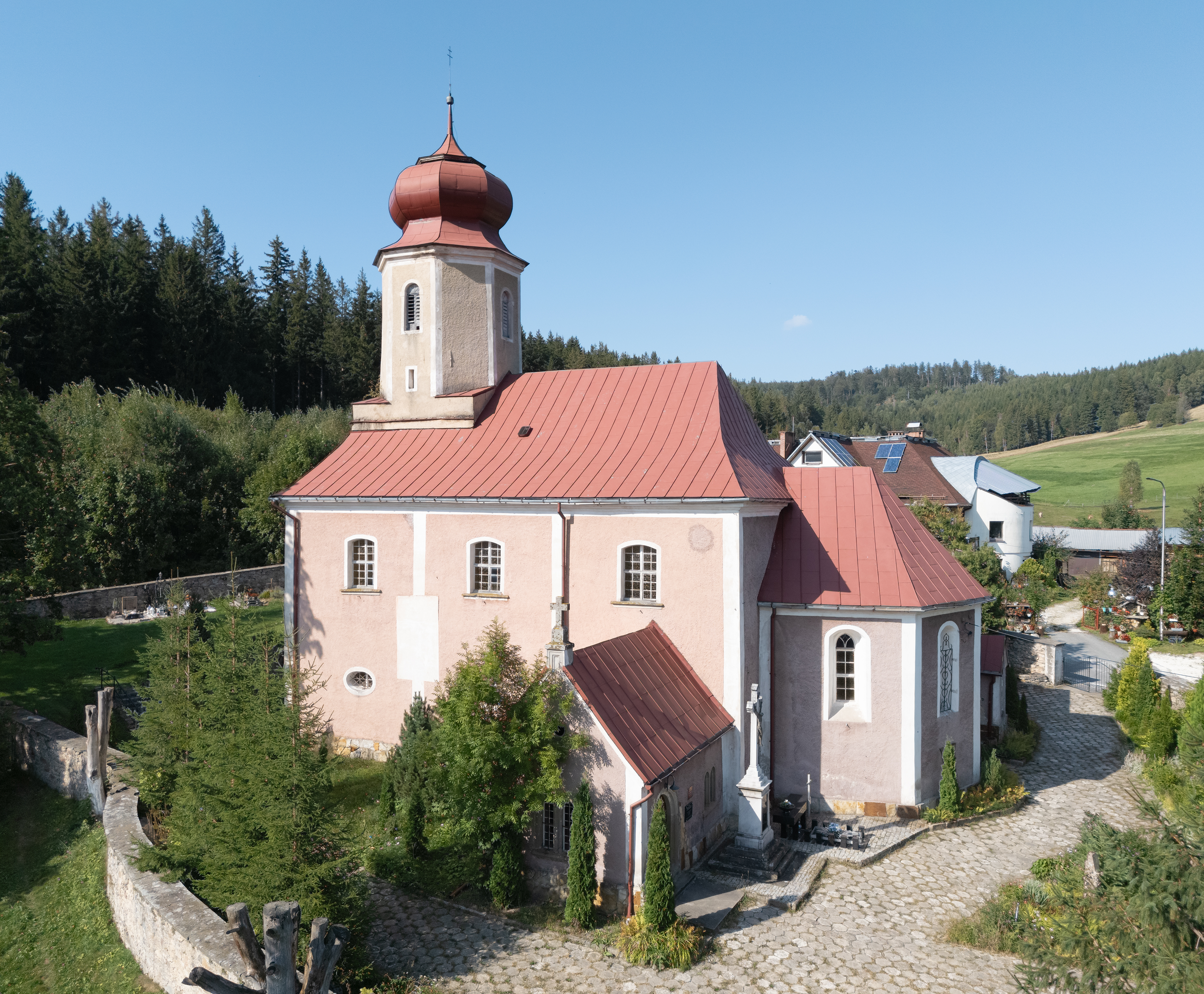
Pfarrkirche

Nowy Gierałtów (deutsch Neu Gersdorf, auch Neugersdorf) ist ein Ort in der Stadt- und Landgemeinde Stronie Śląskie (Seitenberg) im Süden des Powiat Kłodzki der Woiwodschaft Niederschlesien in Polen. Es liegt acht Kilometer südwestlich von Lądek-Zdrój (Bad Landeck).

## Geographie
Nowy Gierałtów liegt im Südosten des Glatzer Kessels im oberen Bieletal (polnisch Biała Lądecka). Östlich verläuft die Grenze zu Tschechien, südwestlich liegt das Bielengebirge (Góry Bialskie) mit dem 1083 m hohen Schwarzen Berg (Czernica). Nachbarorte sind Bielice (Bielendorf) im Süden und Goszów (Gompersdorf) sowie Stary Gierałtów (Alt Gersdorf) im Nordwesten. Jenseits der Grenze liegen die Ortschaften Hraničky (Gränzdorf) im Norden, Petrovice (Petersdorf) im Osten und Kamenné (Steingrund) im Südosten. Ebenfalls südöstlich erhebt sich der 957 m hohe Spitzberg (tschechisch Spičák).

## Geschichte
Neugersdorf wurde 1581 durch den Oberwaldmeister der Grafschaft Glatz, Leonhard Veldhammer, auf königlichem Grund angelegt. Es wurde zunächst als „Obergersdorf“ bezeichnet, und für das Jahr 1631 ist die Schreibweise „Neugirßdorf“ belegt. Es gehörte zum Landecker Distrikt und war im Besitz der Böhmischen Kammer. Ebenfalls 1581 wurde ein Freirichtergut gegründet.
Nach dem Ersten Schlesischen Krieg 1742 und endgültig mit dem Hubertusburger Frieden 1763 fiel Neugersdorf zusammen mit der Grafschaft Glatz an Preußen. Nach der Neugliederung Preußens gehörte es ab 1815 zur Provinz Schlesien und war zunächst dem Landkreis Glatz und ab 1818 dem neu gebildeten Landkreis Habelschwerdt eingegliedert, mit dem es bis 1945 verbunden blieb. 1874 wurde aus den Landgemeinden Neu Gersdorf, Alt Gersdorf, Bielendorf, Gompersdorf und Mühlbach der Amtsbezirk „Gersdorf“ gebildet. Durch seine Gebirgslage entwickelte sich Neu Gersdorf ab Anfang des 19. Jahrhunderts zu einem beliebten Erholungs- und Wintersportort. 1939 wurden 422 Einwohner gezählt.
Als Folge des Zweiten Weltkriegs fiel Neu Gersdorf 1945 wie fast ganz Schlesien an Polen und wurde zunächst in Nowy Miłobądz und danach in Nowy Gierałtów umbenannt. Die deutsche Bevölkerung wurde vertrieben. Die neu angesiedelten Bewohner waren zum Teil Heimatvertriebene aus Ostpolen, das an die Sowjetunion gefallen war. Viele der Neusiedler verließen in den nächsten Jahrzehnten Nowy Gierałtów wieder, wodurch zahlreiche Häuser und Gehöfte dem Verfall preisgegeben wurden. In den 1990er Jahren betrug die Einwohnerzahl weniger als ein Viertel der Einwohner von 1939. 1975–1998 gehörte Nowy Gierałtów zur Woiwodschaft Wałbrzych (Waldenburg).

## Sehenswürdigkeiten
- Die Pfarrkirche mit dem Patrozinium Johannes der Täufer wurde 1715–1734 errichtet. Sie besitzt eine Barockausstattung und ist von einer Friedhofsmauer umgeben. Mit der Erzählung „Kirche im Waldwinkel“ setzte ihr der katholische Theologe Joseph Wittig ein literarisches Denkmal.
- Wegkreuze und andere Bildstöcke.